# 11379 Flaubert
11379 Flaubert è un asteroide della fascia principale. Scoperto nel 1998, presenta un'orbita caratterizzata da un semiasse maggiore pari a 2,6425255 au e da un'eccentricità di 0,2192716, inclinata di 4,27294° rispetto all'eclittica.
L'asteroide è dedicato allo scrittore francese Gustave Flaubert.